# Entoprocta
Embranchement
Classification phylogénétique
- Bilatériens
  - Protostomiens
    - Chétognathes ?
    - Lophotrochozoaires
      - Ectoproctes
      - Rhombozoaires
      - Platyzoaires
        - Gnathifères
          - Syndermés

        - Gastrotriches
        - Plathelminthes

      - Phoronozoaires
      - Eutrochozoaires

    - Ecdysozoaires

  - Mésozoaires ?
  - Deutérostomiens

Les Entoproctes (Entoprocta, du grec entós 'dedans' et prōktós 'derrière'), sont des animaux bilatériens suspensivores. Ils sont aussi nommés kamptozoaires  (de "kampto", "courbé").
On en connait environ 150 espèces, toutes marines hormis dans le genre Urnatella qui vit en eau douce.
Ces animaux sont sessiles et vivent le plus souvent en colonies.
Dans une colonie, les individus, au lieu d'être fixés sur le substrat par un pied, sont fixés sur une sorte de stolon (qui peut, tout comme le pédoncule, bourgeonner et produire de nouveaux individus). Ce sont des organismes fixés, mais le genre Loxosomella, connu par l'espèce Loxosomella davenporti, peut se déplacer activement. Certains sont « épibiontes », c'est-à-dire fixés sur d'autres animaux sans préjudice pour leurs hôtes lesquels peuvent être fixes (bryozoaires) ou mobiles (siponcles, annélides, etc.).

## Description

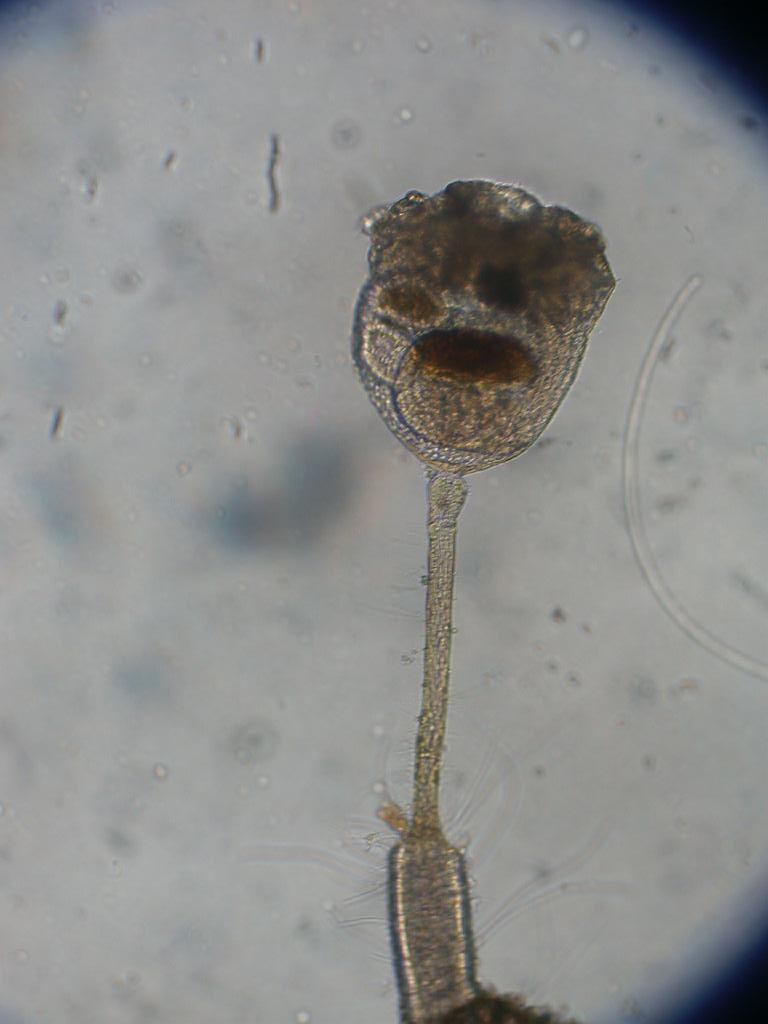
Barentsa discreta

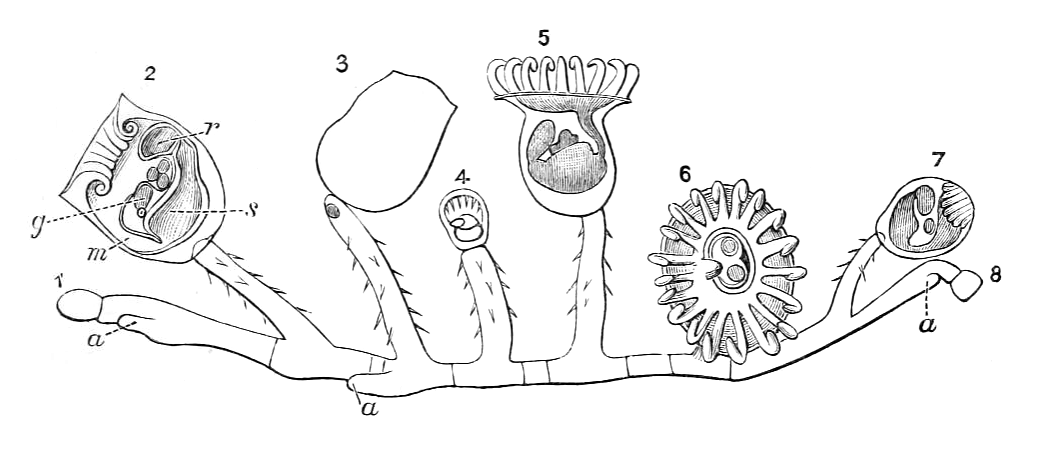
Pedicellina cernua (grossissement x 27)

Les individus (Zoides) mesurent de 1 à 5 mm. Les colonies peuvent atteindre plus de 1 cm.
Chaque zoïde est formé d'un pied qui supporte une structure en calice (calcaire) et muni d'une couronne de tentacules entourant la bouche et l'anus qui débouchent tous deux dans le calice (d'où le nom de ces animaux, par opposition aux ectoproctes, dont l'anus est situé hors de la couronne de tentacules).

Cette couronne, proche de la lophophore des bryozoaires avait fait supposer que ces organismes en faisaient partie ou en était proches, mais cette hypothèse n'a pas été confirmée. Il pourrait s'agir d'une simple convergence évolutive. Les tentacules, ciliés, servent à capturer des particules alimentaires en suspension et à les ramener à la bouche située dans le calice. Le système digestif, entièrement logé dans le calice, est simple ; formé d'une tube en forme de U qui conduit de la bouche à l'anus.

Un ganglion nerveux est présent dans le calice mais se prolonge dans le pédoncule (qui peut régénérer un calice si ce dernier est arraché).
La circulation interne des fluides (« mésenchyme »), entre le pédoncule et le calice notamment, est assurée par une structure dite complexe de cellules étoilées. Le système musculaire et nerveux de ces animaux fait l'objet d'études.

## Reproduction
Elle est végétative et/ou sexuée (les individus et/ou la colonie étant hermaphrodites chez la plupart des espèces). Les spermatozoïdes sont libérés en pleine eau et la fécondation, intraovarienne, s'effectue dans le calice après aspiration des spermatozoïdes avec l'eau. Puis les œufs sont incubés dans le calice jusqu'à ce que la larve, planctonique, se libère et parte en pleine eau. Selon les cas la larve vit sur ses réserves ou se nourrit de plancton. Elle se fixe pour former (métamorphose) un nouvel individu après quelques heures ou semaines. Le tube digestif change alors d'orientation et le système nerveux se reconfigure.

## Systématique et phylogénie
À ce jour, la classification des entoprocta repose sur des caractères tels que le complexe de cellules étoilées, la musculature du pédoncule et le mode d'organisation des colonies.
La phylogénie moléculaire invite (2010) à différencier les entoprocta/kamptozoaires en deux groupes ; composés d'une part des espèces solitaires et d'autre part des espèces coloniales.
Autrefois improprement jugés proches des bryozoaires, on les a ensuite supposés proches des mollusques ou des annélides « spiraliens » en raison de similitudes dans le système circulatoire, cuticule chitineuse et larve disposant d'un pied permettant la reptation.
Aujourd’hui, on les juge plutôt proches des cycliophores récemment découverts (et dont la larve présente une bouche et une forme proche de celles des entoprocta). Mais plusieurs caractères des cycliophores les rapprocheraient alors peut-être des bryozoaires, ce qui reste à confirmer.

## Liste des familles
Selon World Register of Marine Species (4 mars 2016) :
- famille Barentsiidae Emschermann, 1972
- famille Loxokalypodidae Emschermann, 1972
- famille Loxosomatidae Hincks, 1880
- famille Pedicellinidae Johnston, 1847

Même si ces familles sont actuellement non assignées, WoRMS conserve pour la forme des entrées vides aux deux ordres traditionnels : Coloniales et Solitaria.

### Clés de détermination
- Walla Walla University, Clé de détermination "Entoprocta", en anglais.

#### Sources taxonomiques
- (en) WoRMS : Entoprocta Nitsche, 1869 (+ liste classes + liste ordres)
- (fr + en) ITIS : Entoprocta
- (en) Tree of Life Web Project : Entoprocta
- (en) Animal Diversity Web : Entoprocta
- (en) Catalogue of Life : Entoprocta (consulté le 11 décembre 2020)
- (en) Fauna Europaea : Entoprocta (consulté le 15 mars 2023)
- (en) NCBI : Entoprocta (taxons inclus)